# Трайбл

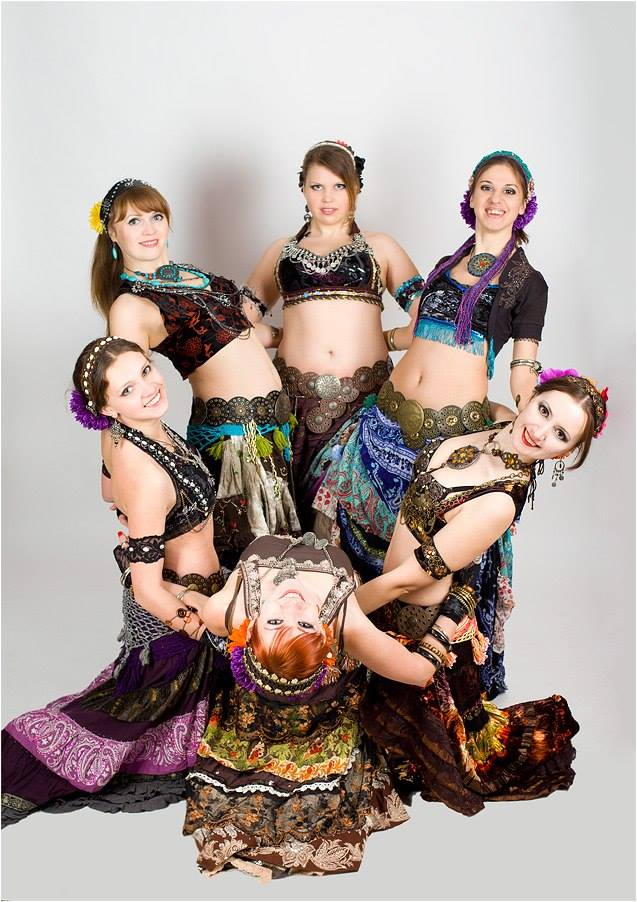
Клан Drakaris

Трайбл — це окремий вид, жанр в сучасному Танці, який поєднує в собі безліч напрямків. По-англійськи tribe — плем'я, а tribal означає племінний, властивий якомусь племені. Танець постійно розвивається, змінюється і оновлюється. Визначальними поняттями є точні вивірені руху, оригінальні костюми і, головне, дух «племінного сестринства».
Деякі помилково об'єднують трайбл з Танцем живота, але між ними принципова відмінність: перший демонструє жіночу силу, гордість, незалежність, у той час, як другий носить спокусливий, кокетливий характер. Трайбл дійсно має спільні корені з традиційними східними танцями, але в процесі свого становлення він багато чого перейняв від танців циган, а також фламенко і катхака — горду поставу, рівну постановку спини, горде підборіддя, впевнену силу рук, експресивну пластику рухів.

### Історія
Все дійсно почалося з Танцю живота, який жителі США спостерігали під час Всесвітньої виставки в Чикаго в 1893 році. На той час неприхований еротизм цього танцю, екзотичні відверті костюми завадили побачити в ньому мистецтво і багату символічну мову. Довго на Заході східний танець вважали чимось на зразок стриптизу і виконували тільки в кабаре або барах.
Захоплені і віддані танцю всією душею танцівниці робили спроби вивести цей глибокий танець-обряд на більш високий рівень. Першою, кому це вдалося, стала Джаміла Салимпур, її і вважають основоположником стилю трайбл. Спостерігаючи за рухами танцівниць, слухаючи розповіді очевидців і переглядаючи фільми про Схід, Джаміла спочатку склала масштабний перелік класифікації рухів. Назва трайбл з'явилася пізніше, спочатку Джаміла Салимпур викладала танець живота, але, оскільки сама не вчилася у майстрів, багато принесла в танець від себе особисто, а учні повторювали її техніку.
Ще одна знакова фігура в історії трайбла Маша Арчер, учениця і послідовниця Джаміли Салимпур. Їй вдалося нарешті перевести танець живота з категорії красивої фонової картинки для відвідувачів барів в розряд високого мистецтва. Справа в манері виконання Маші Арчер, по суті, її гордий і незалежний характер. Вона до того ж відмовилася від виключно арабського колориту танцю, змінивши костюми і музику, створивши неповторний еклектичний фольклорний образ.
Третя «мати-засновниця» трайбла — Кароліна Нерікко. Вона довгий час вчилася у Маші Арчер, але 1987 році пішла, щоб створити власну трупу. Її стиль поєднує в собі окремі елементи техніки Джаміли Салимпур і Маші Арчер, але він дуже самобутній в той же час. Кароліна Нерікко по праву вважається засновницею цієї танцювальної течії, яка зараз називають «трайбл-данс».

### Риси, особливості, характер трайбла
Важлива відмінна особливість трайбла перед танцем живота — групова імпровізація, при якій всі учасники роблять однакові рухи.
У той же час трайбл — це танець-демонстрація жіночої сили, така його мета і змістовна основа. Це зближує його з фламенко, що видно за гордою поставою, підкреслено прямою спиною і сильним положенням рук.
Під час танцю дуже чітко простежується серія ізольованих рухів: зберігаючи поставу і нерухоме підборіддя виконавиця виробляє удари і кругові рухи стегнами і грудьми.
Для трайбла підійде практично будь-яка музика, він дуже багатогранний і пластичний, не допускається тільки легковажність, поверхневе кокетство, а в іншому повна свобода, від класики до електро, найчастіше, звичайно, це варіації на тему етнічної музики.

### Костюми
Візуальне сприйняття у більшості людей переважає перед іншими органами почуттів, так що костюм надзвичайно важливий для танцюриста. Завданням, яке постало перед трайблом було підкреслити свою самобутність, відокремитися від вузького напрямку танцю живота. Тому вбрання шиють з непрозорої щільної тканини приглушених відтінків. Синкретизм і етнічне походження породили масу цікавих елементів і залишають простір для фантазії. В костюмі для трайбла проглядаються риси Середнього Сходу, Індії, Північної Африки, Центральної Азії.
Є обов'язковими просторі шаровари, довга спідниця-кльош, довгий пояс з помпонами та китицями, хустка на пояс розшита монетами, бісером.
Відкритий ліф чіткого крою та чолі (блуза, яка прийшла з індійського національного костюма) служать основою верхньої частини костюма. Важливою його складовою є також намиста, браслети на руках і ногах, сережки, кільця, пірсинг. Всі прикраси обов'язково повинні бути великими, масивними, їх перебільшено багато, але вони дивним чином гармоніюють між собою.
Іноді надягають на голову тюрбан або роблять хитромудру зачіску з квітами і нитками намистин. Основний макіяж припускає світлий тон обличчя і дуже інтенсивно виділені темні очі. Помада теж використовується темно-червона.
Своєрідним доповненням костюма часто бувають татуювання, як справжні, так і зроблені хною. Їх стилізують під етнічні малюнки племен Північної Африки.
Чоловічий костюм не так строго регламентований, його створюють для конкретного напряму трайбла індивідуально.

### Напрямки
Існує два головних напрямки — American Tribal Style (ATS) і Tribal Fusion.
Перший — американський племінний стиль сформувався в 70-80 роки в роботі Кароліни Нерікко. Класична система ATS включає в себе більше 100 різних рухів, кожен з яких має свою усталену назву «ключ» — рух підказку, не помітний для глядачів, але зрозумілий іншим танцюристам в групі. Таким чином досягається фантастичний ефект якогось таємного братства (власне, племені), адже танцюристи можуть виконувати номер разом з вражаючою синхронністю без попередньої репетиції. Його витоки — гавейзи, катхака і фламенко. Цей стиль призначений тільки для групового виконання, велике значення також надається правильній техніці виконання рухів, яка і забезпечує ідеальну синхронізацію.
ATS виходить за рамки танцювального шоу: це майстерня імпровізації, колосальної уваги, швидкої реакції. Це мистецтво, що вимагає великої майстерності.
Другий напрямок — трайбл ф'южн походить від ATS, але дещо змінений, перебудований, індивідуалізований. Як правило, його танцюють соло або групою, але заздалегідь плануючи, як постановку. Так що ключі ATS в трайбл ф'южн не використовуються або використовуються дуже рідко.

##### Всередині ф'южн-напрямки існує безліч більш вузьких відгалужень
1. Gotic Tribal-fusion — цікаве змішання техніки трайбла з естетикою готичного субкультурного напрямку. Сумний і містичний настрій дуже органічно лягає на трайбл-рухи, його можна добре розкрити в костюмі, тому готичний напрям здобув собі багато прихильників.
2. Vintage tribal-fusion. Всередині нього існує безліч більш приватних напрямків, найпопулярніше — стилізація під 20-30 роки ХХ століття. Зміни, як правило, суто зовнішні (костюм, музика), а рухи зберігаються в незмінному вигляді. Зустрічаються сюжетні постановки в стилі німого кіно.
3. Balkanian Tribal-fusion — трайбл з ноткою «циганщини»: експресивний, яскравий, пристрасний. Наряди і аксесуари в циганському стилі, строкаті, багатошарові. Власне, трайбл спочатку багато запозичує у танців циган або у класичного фламенко, так що мова скоріше про вибіркове посилення тих чи інших «коренів».
4. Indian Tribal-fusion — індійський колорит і деякі рухи з традиційних індійських танців.
Навчання
Поширеною помилкою є вивчення трайбла самостійно по відеозаписах чиїхось виступів. Цей танець сам по собі дуже індивідуальний, виконання сильно залежить від танцюриста, а вже якщо мова йде про трайбл-ф'южн, тим більше — кожен номер — це неповторний витвір мистецтва.
Для ефективного освоєння трайбла необхідно спочатку вивчити базові рухи, азбуку. Тільки після цього можна приступати до самостійних імпровізацій.
Вивчення чужого стилю виконання корисно, коли є тверді знання класичних рухів, щоб бачити межу між технікою і наступними «нашаруваннями».
Отже, трайбл досить молодий танцювальний напрямок. Секрет його популярності полягає в синкретичності, зібраності, як технічних елементів, бази рухів, так і костюмів. А також, напевно, в привабливому «менталітеті» цього танцю: трайбл — це демонстрація жіночої сили і незалежності, але без заперечення самої жіночої природи. Мова танцю — один з найбільш зрозумілих і універсальних у спілкуванні між людьми, і трайбл надає жінці можливість висловити свій погляд на світ.